# 자살성 사고
정신의학에서 자살성 사고(自殺性思考, suicidal ideation)는 스스로 목숨을 끊는 것에 관한 사고과정이나 의도를 겪는 것을 가리킨다. 그 자체는 진단명이 아니고 주로 다른 정신장애나 신경정신약물에 의해 발생하는 증상을 가리키나 반드시 그러한 특정한 사유에 의해 유발되는 것은 아니다. 실제 자살에 이를 위험성은 단편적인 생각을 가지는 경우부터 세부적인 계획을 세우는 경우까지 다양하며, 단순히 살기 싫다고 생각하는 "소극적 자살성 사고"와 자살행위를 시도하고 싶다고 생각하는 "적극적 자살적 사고"를 구분하기도 한다.

## 같이 보기
- 자살
- 자살시도
- 실존적 위기